# Requiem for a Dream
Pour plus de détails, voir Fiche technique et Distribution.
Requiem for a Dream, ou Retour à Brooklyn au Québec, est un film américain de Darren Aronofsky, sorti en 2000. Il s'agit d'une adaptation du roman Retour à Brooklyn de 1978 d'Hubert Selby, qui a coécrit le scénario avec le réalisateur. Il raconte l'histoire de quatre personnages touchés par la toxicomanie et comment cela modifie leurs états physiques et émotionnels. Leurs dépendances les emprisonnent dans un monde d'illusions et de désespoir. Au fur et à mesure que le film progresse, chaque personnage se détériore et leur réalité est dépassée par l'illusion, entraînant une catastrophe.
Les droits du roman de Selby sont achetés par Aronofsky et le producteur Eric Watson pour 1 000 $. Selby avait toujours eu l'intention d'adapter le roman en film et avait écrit un scénario des années avant qu'Aronofsky ne l'approche. Aronofsky était enthousiasmé par l'histoire et a développé le scénario avec Selby, malgré les difficultés initiales pour obtenir un financement pour la production du film. Il considère que le film parle des dépendances en général, et pas seulement de celle de la drogue, avec en thème de fond la solitude et l'évitement de la réalité de différentes manières.
Le film est présenté en avant-première au Festival de Cannes 2000, sélectionné dans la catégorie Hors compétition, suivi de sa sortie en salles aux États-Unis le 6 octobre 2000, distribué par Artisan Entertainment. Il reçoit des critiques positives malgré un succès modeste au box-office. Le style visuel, la réalisation, le scénario, le montage, la musique, la distribution et les thèmes du film sont tous salués, tandis qu'Ellen Burstyn est nommée à l'Oscar de la meilleure actrice. La bande originale est composée par Clint Mansell.

## Synopsis
Harold Goldfarb, alias Harry, son meilleur ami Tyrone et sa petite amie Marianne (Marion dans la version originale) sont trois consommateurs d'héroïne. Ils passent leurs journées à se droguer et s'inventent un paradis artificiel, où ils se sentent invulnérables et heureux. Harry connaît avec Marianne l'harmonie et le plaisir des sens.
La mère de Harry, Sara Goldfarb, une femme âgée dépendante de télévision, passe sa vie à récupérer chez le prêteur sur gage le téléviseur qu'Harry y dépose régulièrement afin de se fournir ses doses. Malgré tout, elle aime profondément son fils unique et celui-ci aime également sa mère.
Harry et Tyrone se lancent dans le trafic de drogue afin de pouvoir acheter un magasin pour Marianne qui veut être styliste de mode. Leur revente de drogue est une réussite et les trois amis consomment de plus en plus.
Sara pense être bientôt invitée à son émission favorite. Afin de rentrer dans son ancienne robe rouge quand le grand jour sera venu, elle décide de commencer un « régime ». Elle consulte un médecin qui lui prescrit des pilules amaigrissantes qui sont en fait des amphétamines qui lui apporteront dans un premier temps euphorie, désinhibition et bien-être.
Sara devient dépendante des amphétamines. Harry s'en aperçoit et tente brièvement de raisonner sa mère. Une guerre des gangs asséchant brutalement le marché local de la drogue, il doit rapidement faire face à son propre manque et à celui de Marianne.
On assiste alors à la descente aux enfers de ces quatre personnages : Harry incite Marianne, en manque comme lui, à demander de l'argent à son psychiatre Arnold, quitte à se prostituer à lui pour cela. Ne parvenant malgré tout pas à obtenir de quoi satisfaire leur addiction, et réagissant par une sorte de défi aux récriminations de Marianne, il lui laisse le téléphone d'un dealer nommé Big Tim uniquement intéressé par les relations sexuelles, puis part avec Tyrone chercher de l'héroïne en Floride. Ils sont contraints de s'arrêter dans un hôpital car Harry souffre de s'être piqué une fois de trop dans son bras complètement gangrené par le trop-plein d'injections. Lorsque le médecin voit le bras infecté de Harry, il les livre à la police. Enfermés tous les deux dans une cellule, Harry hurle de la douleur insoutenable de son bras devenue complètement violacé, Tyrone appelle à l'aide en plein bad-trip, en vain.
Sara, victime d'hallucinations et de crises de paranoïa, développe une psychose toxique amphétaminique et finit aux urgences psychiatriques où elle reçoit des électrochocs. Marianne tombe ensuite dans la prostitution afin de se procurer ses doses. Harry fait un rêve, déjà fait auparavant, où il court vers Marianne près de la plage, mais cette fois-ci, elle disparaît métaphoriquement. Il se réveille dans une chambre d'hôpital amputé d’un bras, il éclate en sanglots car il sait que Marianne ne viendra pas le voir. Tyrone a la chance de ne finir qu'aux travaux forcés, en prison, avec ses souvenirs d'enfant de quand il vivait avec sa mère.
Le film se conclut dans un rêve que fait Sara, où elle est dans son émission préférée lorsque le présentateur lui dit qu'elle a remporté le grand prix. Harry la rejoint à ce moment et la prend dans ses bras.

## Fiche technique
- Titre original : Requiem for a Dream
- Titre français : Requiem for a Dream
- Titre québécois : Retour à Brooklyn
- Réalisation : Darren Aronofsky
- Scénario : Hubert Selby Jr. et Darren Aronofsky, d'après le roman d'Hubert Selby Jr (1978)
- Musique : Clint Mansell et le Kronos Quartet
- Direction artistique : Judy Rhee
- Décors : James Chinlund (en)
- Photographie : Matthew Libatique
- Son : Brian Emrich (en)
- Montage : Jay Rabinowitz (en)
- Production : Eric Watson (de) et Palmer West
- Sociétés de production : Artisan Entertainment, Bandeira Entertainment, Industry Entertainment, Protozoa Pictures, Sibling Productions, Thousand Words, Truth and Soul Pictures (États-Unis)
- Pays de production :  États-Unis
- Langue originale : anglais
- Format : couleurs - 1,66:1 - 35 mm - Dolby Surround 7.1 / Dolby Digital / Dolby Atmos
- Genre : drame
- Durée : 102 minutes
- Dates de sortie :
  - États-Unis : 27 octobre 2000
  - France : 21 mars 2001
- Classification :

 : R 
 : Interdit en salles aux moins de 12 ans puis interdit aux moins de 16 ans à la télévision.

## Distribution

Photos des acteurs principaux
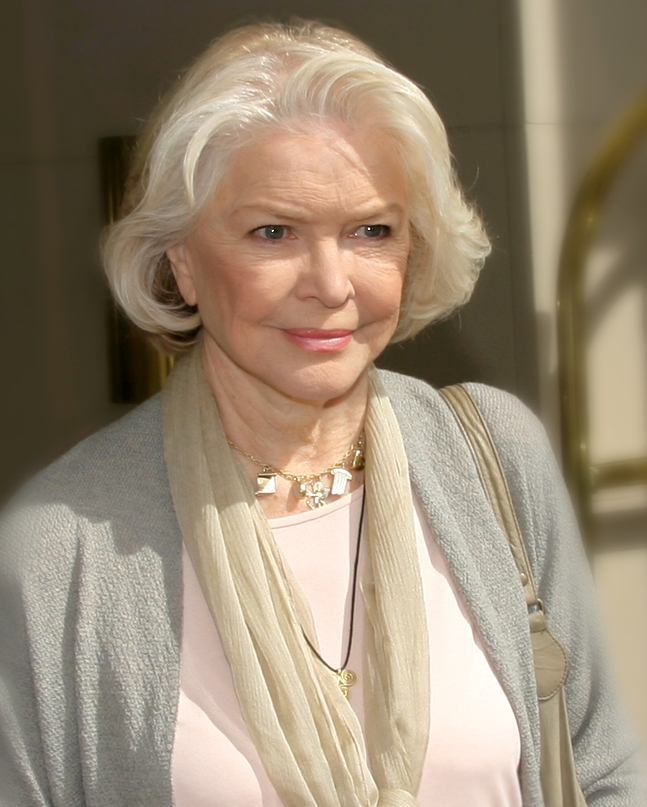
Ellen Burstyn
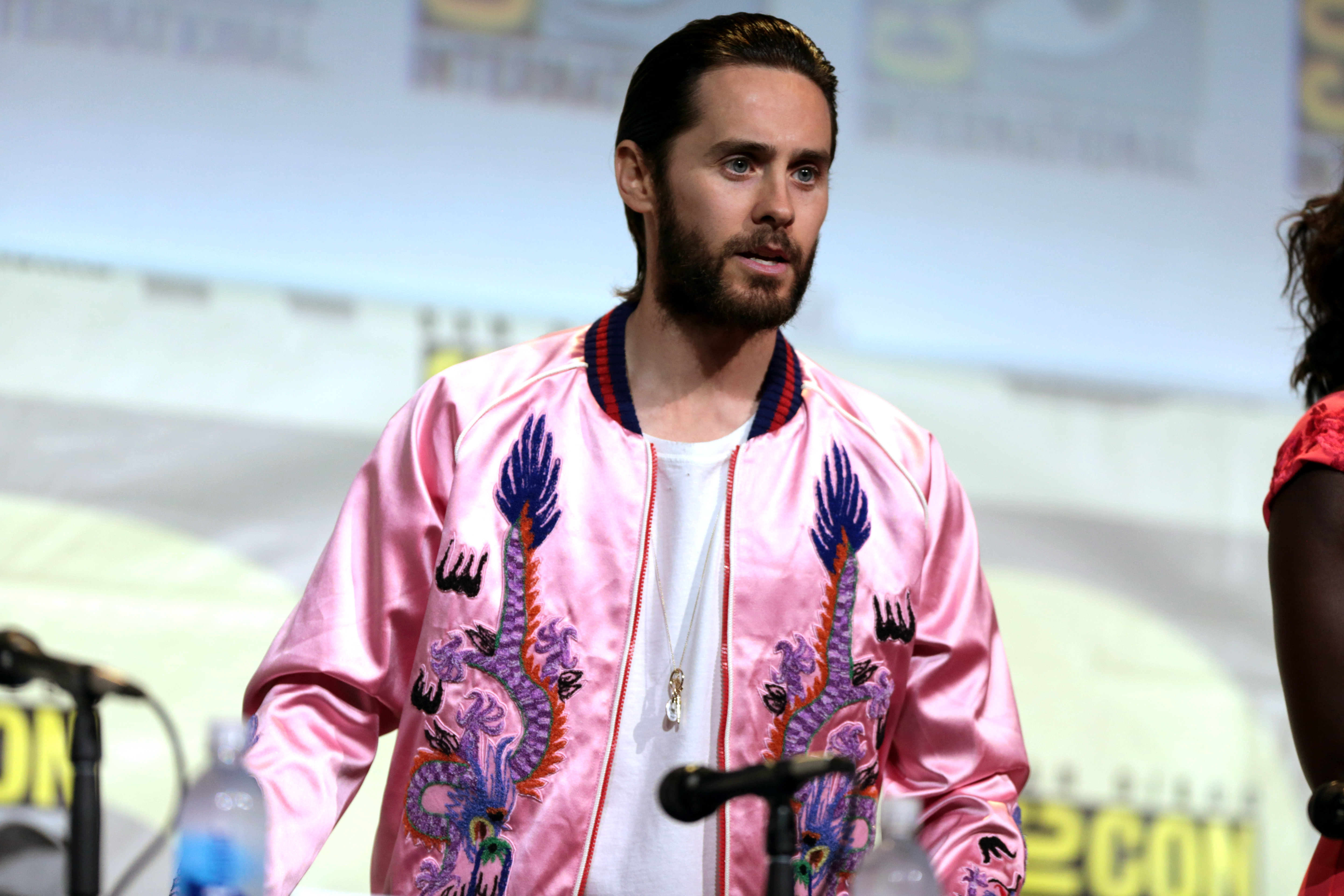
Jared Leto
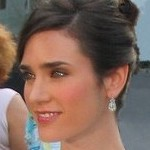
Jennifer Connelly
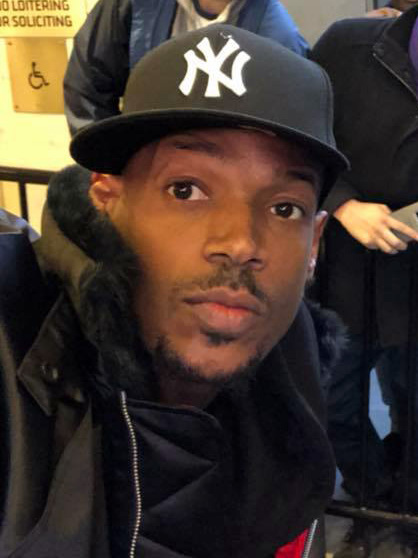
Marlon Wayans

- Ellen Burstyn (VF : Nadine Alari ; VQ : Élisabeth Lesieur) : Sara Goldfarb
- Jared Leto (VF : Christophe Lemoine ; VQ : Martin Watier) : Harry Goldfarb
- Jennifer Connelly (VF : Sophie Riffont ; VQ : Christine Bellier) : Marion Silver (Marianne en VF)
- Marlon Wayans (VQ : Gilbert Lachance) : Tyrone C. Love
- Christopher McDonald (VF : Patrick Guillemin ; VQ : Luis de Cespedes) : Tappy Tibbons
- Louise Lasser (VF : Jacqueline Cohen) : Ada Golshein
- Marcia Jean Kurtz : Rae
- Janet Sarno : Pearlman
- Suzanne Shepherd (en) : Mrs. Scarlini
- Joanne Gordon : Mrs. Ovadia
- Charlotte Aronofsky : Miles
- Mark Margolis (VF : Michel Barbey) : Rabinowitz
- Sean Gullette (VF : Jean-Pierre Michaël ; VQ : Daniel Lesourd) : Arnold
- Keith David : Big Tim
- Te'ron A. O'Neal : Tyrone enfant
- Denise Dowse (en) : la mère de Tyrone
- Ben Shenkman (VF : Damien Boisseau ; VQ : Sylvain Hétu) : le Dr Spencer
- Abraham Abraham : King Neptune
- Dylan Baker : un médecin
- Samia Shoaib : l'infirmière Mall
- Bryan Chattoo (VF : Vincent Ropion) : Brody
- Eddie De Harp (VF : Jean-Paul Pitolin) : Le bras droit de Brody

Source et légende : Version francophone française (VF) sur AlloDoublage Version québécoise (VQ) sur Doublage.qc.ca

## Distinctions

### Récompenses
- Festival international du film de Stockholm 2000 : meilleure actrice pour Ellen Burstyn
- Festival international de Valladolid 2000 : Golden Spike pour Aronofsky
- National Board of Review 2000 : Special Recognition for Excellence in Filmmaking
- Sierra Awards (Las Vegas Film Critics Society) 2000 : meilleure actrice pour Ellen Burstyn
- Boston Society of Film Critics Awards 2000 : meilleure actrice pour Ellen Burstyn
- Chicago Film Critics Association Awards 2000 : meilleure actrice pour Ellen Burstyn et meilleure réalisation pour Darren Aronofsky [3]
- Chlotrudis Awards 2001 : meilleur film[4]
- Florida Film Critics Circle Awards 2001 : meilleure actrice pour Ellen Burstyn
- Independent Spirit Awards 2001 : meilleure actrice pour Ellen Burstyn
- Kansas City Film Critics Circle Awards 2001 : meilleure actrice pour Ellen Burstyn
- Online Film Critics Society Awards 2001 :
  - Meilleure actrice pour Ellen Burstyn
  - Meilleure réalisation pour Darren Aronofsky
  - Meilleur montage pour Jay Rabinowitz
  - Meilleure musique originale pour Clint Mansell
- Phoenix Film Critics Society Awards 2001 :
  - Meilleure actrice pour Ellen Burstyn
  - Meilleur montage pour Jay Rabinowitz
- Satellite Awards 2001 : meilleure actrice Ellen Burstyn
- Southeastern Film Critics Association Awards 2001 : meilleure actrice pour Ellen Burstyn
- Golden Trailer Awards 2001 : prix de la meilleure bande-annonce

### Nominations et sélections
- Festival de Cannes 2000 : sélection hors compétition
- Festival international du film de Stockholm : en compétition pour le Cheval de bronze
- Oscars 2001 : meilleure actrice pour Ellen Burstyn
- Golden Globes 2001 : meilleure actrice dans un film dramatique pour Ellen Burstyn
- Saturn Awards 2001 : meilleur film d'horreur et meilleure actrice pour Ellen Burstyn
- Bram Stoker Awards 2001[Quoi ?]
- International Horror Guild Awards 2001 : meilleur film
- Online Film Critics Society Awards 2001 : 4 nominations
- Phoenix Film Critics Society Awards 2001 : 5 nominations
- Golden Reel Awards 2001 : meilleur montage
- Screen Actors Guild Awards 2001 : Ellen Burstyn[Quoi ?]
- Black Reel Awards 2001 : Marlon Wayans[Quoi ?]

## Box-office
- États-Unis : 3 635 482 dollars[5]
- France : 228 410 entrées[5]
- Mondial : 7 390 108 dollars[5]

## Autour du film
- Si Ellen Burstyn était le premier choix pour incarner Sara Goldfarb, Faye Dunaway et Anne Bancroft furent également pressenties pour le rôle. En revanche, les noms de Neve Campbell et Dave Chappelle étaient les premiers choix pour les rôles respectifs de Marianne et Tyrone. Mais Neve Campbell refusera de participer au projet en raison des scènes de nudité. Tandis que pour incarner Harry Goldfarb, les premiers choix étaient Tobey Maguire, Giovanni Ribisi et Joaquin Phoenix.
- Certaines scènes du film sont tournées à Coney Island et à Brooklyn[6].
- Le père de Darren Aronofsky, Abraham Aronofsky, joue le rôle de l'homme au journal dans le métro, Charlotte Aronofsky celui de Mme Miles, et Patty Aronofsky fait également partie de l'équipe du film.
- Le garde hilare, qui se moque de Tyrone, est Hubert Selby, auteur du livre.
- Sean Gullette, l'acteur principal de Pi, premier long métrage de Darren Aronofsky, joue ici le rôle d'Arnold.
- L'acteur Marlon Wayans, qui joue ici le rôle du toxicomane Tyrone, joue aussi le rôle du toxicomane Shorty dans Scary Movie, mais cette fois dans un registre comique. Les deux films sont sortis quasiment en même temps, en 2000.
- L'affiche occidentale présente dans sa partie haute un œil et l'image de Marion Silver de dos, face à la mer : l'accent est mis sur l'hallucination d'Harry Goldfarb due à la drogue. L'affiche coréenne quant à elle propose deux images : Harry Goldfarb à gauche, Marion Silver à droite, insistant plus sur la relation amoureuse entre les deux personnages.
- La MPAA a classé le film NC-17 (interdit aux -17 ans) à cause des scènes de sexe, ce qui a limité le nombre de salles de diffusion.
- Ce film est aussi devenu un objet d'étude dans certaines facultés de psychologie, plus précisément dans l'étude des comportements des toxicomanes. Il est aussi projeté dans certains lycées afin de sensibiliser la jeunesse quant aux thématiques sociétales relatives aux drogues.
- Un morceau de la BO du film est samplé sur la chanson Throw it up de Lil' Jon sur son album Kings of Crunk.
- Le morceau En mode pause du rappeur français Mystik est également samplé sur la musique principale du film.
- Le morceau Chérubin issu de l'album Rock (2004) du groupe Pleymo fait référence au film.
- Un clin d'œil au film Dark City (1998) est présent : dans les deux films se trouve une scène où Jennifer Connelly est seule sur le ponton de Brighton Beach, scrutant l'océan.
- La scène où Jared Leto est sur la route, deux motos passant à chacun de ses côtés est également un clin d’œil au film La Revanche de Pinocchio sorti en 1996, où la même scène se passe avec Zoé, la petite fille, personnage principal. Le film Mr Nobody, avec Jared Leto, comporte également une scène similaire.
- Pour continuer avec Mr Nobody, on peut remarquer tout autant que ce film comporte plusieurs références à Requiem for a Dream, mais seulement sur quelques plans, points de vue et lieux (le banc devant lequel passent Harry et Tyrone au début du film, la scène du "you are my dream", certains moments entre Marion et Harry ou tout simplement l'œil présent sur l'affiche du film). On ne sait pourtant pas si ceux-ci sont laissés au hasard ou non, mais la présence de Jared Leto sur ce film nous le laisse penser.
- Dans une masterclass (Lectures by Satoshi Kon[7], 2007), Satoshi Kon évoque une discussion avec Darren Aronofsky sur des similitudes avec des scènes de son film animé Perfect Blue. Le réalisateur de Requiem for a dream lui aurait répondu que ces scènes étaient des hommages, celui-ci était un admirateur du réalisateur japonais.

## Article annexe
- Psychotrope au cinéma et à la télévision